# Ethiopica subpupurea
Ethiopica subpupurea är en fjärilsart som beskrevs av Sergius G. Kiriakoff 1946/49. Ethiopica subpupurea ingår i släktet Ethiopica och familjen nattflyn. Inga underarter finns listade i Catalogue of Life.